# Tournoi des As 1991
Navigation
Tours 1990 Dijon 1992
Le Tournoi des As 1991 est la 4e édition du Tournoi des As de basket-ball. Il se déroule du 5 au 6 avril 1991 au Stade Pierre-de-Coubertin de Paris. Le vainqueur du tournoi est qualifié pour la coupe d'Europe FIBA 1991-1992.

## Résumé
Cette quatrième édition du tournoi a lieu juste après la fin de la saison régulière du championnat de France. Les quatre premiers de la saison régulière sont qualifiés. Pau-Orthez remporte le titre pour la première fois de son histoire en battant le tenant du titre Limoges. Un match pour la troisième place est instauré pour la première fois lors de cette édition. La finale est retransmise sur Antenne 2.

## Participants
| Équipes qualifiées                |
| --------------------------------- |
| Antibes Cholet Limoges Pau-Orthez |

## Tableau
|  | Demi-finales     | Demi-finales     |                        |    | Finale         | Finale         |
|  | Demi-finales     | Demi-finales     |                        |    | Finale         | Finale         |
|  |                  |                  |                        |    |                |                |
|  | Vendredi 5 avril | Vendredi 5 avril |                        |    | Samedi 6 avril | Samedi 6 avril |
|  | Vendredi 5 avril | Vendredi 5 avril |                        |    | Samedi 6 avril | Samedi 6 avril |
|  | Antibes          | 67               |                        |    | Samedi 6 avril | Samedi 6 avril |
|  | Antibes          | 67               |                        |    | Samedi 6 avril | Samedi 6 avril |
|  | Pau-Orthez       | 75               |                        |    | Samedi 6 avril | Samedi 6 avril |
|  | Pau-Orthez       | 75               | Pau-Orthez             | 68 |                |                |
|  | Vendredi 5 avril |                  | Pau-Orthez             | 68 |                |                |
|  |                  | Limoges          | 65                     |    |                |                |
|  | Cholet           | Limoges          | 65                     | 79 |                |                |
|  | Cholet           |                  |                        | 79 |                |                |
|  | Limoges          | 88               |                        |    |                |                |
|  | Limoges          | 88               | Match pour la 3e place |    |                |                |
|  |                  |                  |                        |    |                |                |
|  | Samedi 6 avril   |                  |                        |    |                |                |
|  |                  |                  |                        |    |                |                |
|  | Antibes          | 79               |                        |    |                |                |
|  | Antibes          | 79               |                        |    |                |                |
|  | Cholet           | 72               |                        |    |                |                |
|  | Cholet           | 72               |                        |    |                |                |